# Venthône
Venthône est une ancienne commune suisse du canton du Valais, située dans le district de Sierre.
Elle fusionne le 1er janvier 2021 avec ses voisines Miège et Veyras pour former la commune de Noble-Contrée.

## Géographie
Venthône est située sur la rive droite du Rhône, à quatre kilomètres de Sierre et dix de Montana[réf. souhaitée].
Elle comprend les hameaux des Anchettes, du Moulin et une partie de celui de Darnona. 
On y accède soit au moyen du funiculaire, soit par la route de Montana par le côté est de la ville de Sierre[réf. souhaitée]. 
Le territoire de l'ancienne commune était d'une superficie de 250,4 hectares et jouxtait cinq autres communes[réf. souhaitée].

## Histoire

Photo aérienne (1949).

Des tombes datant de l'Âge du fer attestent une colonisation préhistorique. Au Moyen Âge, ce territoire constitue une seigneurie de l'évêque de Sion; elle est inféodée à la famille de Venthône, attestée entre 1131 et 1390 environ. Sous l'Ancien Régime, la communauté villageoise  fait partie de la grande commune de Sierre. Elle forme une paroisse indépendante depuis 1660.
La commune fusionne le 1er janvier 2021 avec ses voisines Miège et Veyras pour former la commune de Noble-Contrée.

## Toponymie
L'origine du nom de la commune est incertaine. Il pourrait être composé du suffixe celtique -ŏna, qui désigne une rivière ou un ruisseau, et du nom d'une rivière ou de la désignation d'une nasse (venna en bas latin) se trouvant sur une rivière.
La première occurrence écrite du toponyme remonte à environ 1200, sous la forme de Ventona.
Son ancien nom allemand est Venthen.

## Population et société

### Gentilés et surnoms
Les habitants de la localité se nomment les Venthônois, ou les Venthôniards[source insuffisante] .
Ils sont surnommés les Lapons,.
Les habitants de la localité de Darnona sont surnommés les Chavadzes, soit les sauvages en patois valaisan.

## Patrimoine bâti
Inscrite à l'inventaire fédéral des sites protégés, la commune possède un riche patrimoine architectural : 
- l'église paroissiale Saint-Sébastien (1661-1667), de style baroque précoce, à nef unique de quatre travées avec chœur à chevet polygonal. Le portail principal est surmonté des armoiries de l'évêque donateur, Adrien IV de Riedmatten, ainsi que du millésime 1667. Mobilier baroque du XVIIe siècle, maître-autel de 1667-1672[9].
- le château seigneurial, attesté dès 1268, transformé au XVe siècle et au XVIIe siècle. Siège des seigneurs de Ventône, puis possession des Rarogne en 1421, puis, dès les années 1600, de la bourgeoisie de Venthône qui y aménage notamment une grande salle boisée en 1609[9].
- la cure et maison de commune avec une tour du XIIIe siècle, transformée au XVIIe siècle ; cure depuis 1672, logeant aujourd'hui l'administration communale[9].
- Maison des Platea XIIIe siècle avec transformations ultérieures, porte d'entrée surmontée du millésime 1595 et des armes de Platea, cour intérieure et escalier en vis[9].
- Ancienne maison Monderessy, sur une base du XIIe siècle, transformée au XVIe siècle, à vaste mur pignon, peint d'un cadran solaire.
- La Tour, ancienne maison forte reconstruite dans un style néo-roman en 1880[9].

- Le château d'Anchettes, du XIIe siècle, transformé au XVIe siècle, ancienne possession de la famille de Platea, puis, par alliance, de Preux. Belle salle lambrissée de style Renaissance, avec plafond à caissons, aménagée en 1667[9].
- Chapelle Notre-Dame du Mont-Carmel, face au portail principal du château d'Anchettes, de 1649, restaurée en 1881 et 1979[9].

## Héraldique
| Blason | Blasonnement : « D'argent au buste de guerrier vêtu et casqué d'azur, tenant dans sa dextre une hallebarde du même, le tout issant de la pointe. » |

### Fonds d'archives
- Fonds : Venthône, Bourgeoisie (1311-1982) [3 mètres].  Cote : CH AEV, AB Venthône. Sion : Archives de l'État du Valais (présentation en ligne).
- Fonds : Venthône, Commune (1900-20e siècle) [10,74 mètres].  Cote : CH AEV, AC Venthône. Sion : Archives de l'État du Valais (présentation en ligne).
- Fonds : Venthône, Paroisse (1661-1903) [0,15 mètre].  Cote : CH AEV, AP Venthône. Sion : Archives de l'État du Valais (présentation en ligne).